# Școala Vedetelor
Școala Vedetelor este o emisiune de televiziune din România.
Apărută într-o perioadă de tranziție între vechea și noua generație în muzică, școala a dus la absolvire multe generații de "elevi", din 1995 până în 1999.
Călin Goia (Voltaj (formație)), Titi Balteanu (Ultra TT), trupa Class, Nadine, Mălina Olinescu, Adrian Despot (Vița de Vie), Călin Geambașu, Alice Bursuc, Nicoleta Drăgan (Hi-Q), Lili Sandu sunt câteva nume care și-au croit un drum de mai mult sau mai puțin succes în show-biz.
Emisiunea lui Titus Munteanu a revenit la TVR 1 în anul 2005.